# Cenebrun (comte du Médoc)
Pour les articles homonymes, voir Cenebrun (homonymie).

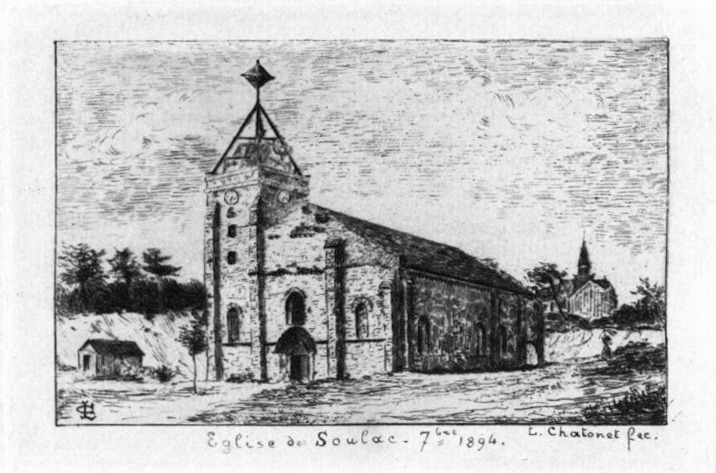
La basilique de Soulac, fondée au XIIe siècle.

Cenebrun, comte du Médoc, est un personnage légendaire d'Aquitaine qui se serait illustré aux Croisades.

## Sources de la légende
L'histoire est rapportée par trois manuscrits rédigés entre le XIVe siècle et le XVIe siècle, qui mentionnent en les confondant parfois quatre Cenebrun légendaires : le premier « roi de Bordeaux », son fils, un de leurs successeurs et ce croisé :
- le Livre des Bouillons (du nom des gros clous de cuivre qui ornent sa couverture), manuscrit des archives de l'ancienne Jurade de Bordeaux rédigé du  XVe siècle au début du XVIe siècle[1] ;
- le Livre velu de Libourne (ainsi qualifié en référence à la peau de veau qui le couvre), cartulaire de la ville de Libourne, écrit en trois langues (gascon, latin, français) entre 1399 et 1498[2] ;
- le Livre des Coutumes de la ville de Bordeaux[3].

## L'histoire
Cenebrun est comte du Médoc. Il a une sœur et deux frères, Ponce et Fricon (ou Foulques), et a épousé la fille du « comte de la Marche ». Confiant ses domaines à Ponce, il part pour la Terre sainte lors d'une croisade — peut-être la première, que le pape Urbain II avait prêchée à Bordeaux lors de la consécration de la cathédrale Saint-André le 1er mai 1096, ou bien la troisième, à la rescousse en Égypte d'Amaury Ier de Jérusalem —, accompagné de sa femme qui meurt pendant le voyage.
En Égypte, Cenebrun remporte sur les Sarrasins une victoire brillante, mais le « sultan de Babylone » le capture par trahison. Prisonnier, il est traité avec de grands égards. Un jour le sultan lui propose de combattre Énée, son meilleur chevalier : Cenebrun en triomphe au premier choc, ce qui lui vaut l'admiration de tous et notamment celle de Fenice (parfois Fenix), la fille du sultan. Celui-ci lui propose alors la main de Fenice, à condition que Cenebrun se convertisse à l'islam. « Fortifié par une apparition de la Vierge », il refuse. Mais Fenice lui déclare sa flamme, et « se fiance avec lui à la première entrevue ». Quelques jours plus tard, les deux amants parviennent à s'enfuir dans le camp des Occidentaux. C'est Fenice qui embrasse la foi chrétienne, se faisant baptiser sous le nom de Marie. Les époux rentrent en Aquitaine, où les frères de Cenebrun refusent de lui restituer ses terres. Un combat de plusieurs années s'engage, à partir du Médoc resté fidèle à son suzerain, contre Ponce et Fricon soutenus par leurs beaux-pères, le « comte du Périgord » et le « prince de Blaye ». Un accord est finalement conclu, qui voit le démembrement du fief et qui accorde à Gaillard-Raymond de Montauban la main de leur sœur.
Cenebrun et Fenice ont trois fils. Fenice fonde un monastère à Carcans et fait reconstruire l'église de Soulac. Elle y aurait été enterrée par son fils Geoffroy archevêque de Bordeaux.

## Analyse
En lui offrant une origine héroïque, l'histoire érige en dynastie féodale la maison de Lesparre, dirigée entre 1324 et 1394 par les puissants seigneurs Cenebrun IV (ou Gaucem-Brun) et Florimont.